# شريان هامشي أيسر
شريان هامشي أيسر (بالإنجليزية: Left marginal artery)‏‏ هو شريان يتفرعُ من الشعبة المنعطفة من الشريان الإكليلي الأيسر.